# Đại học Salamanca

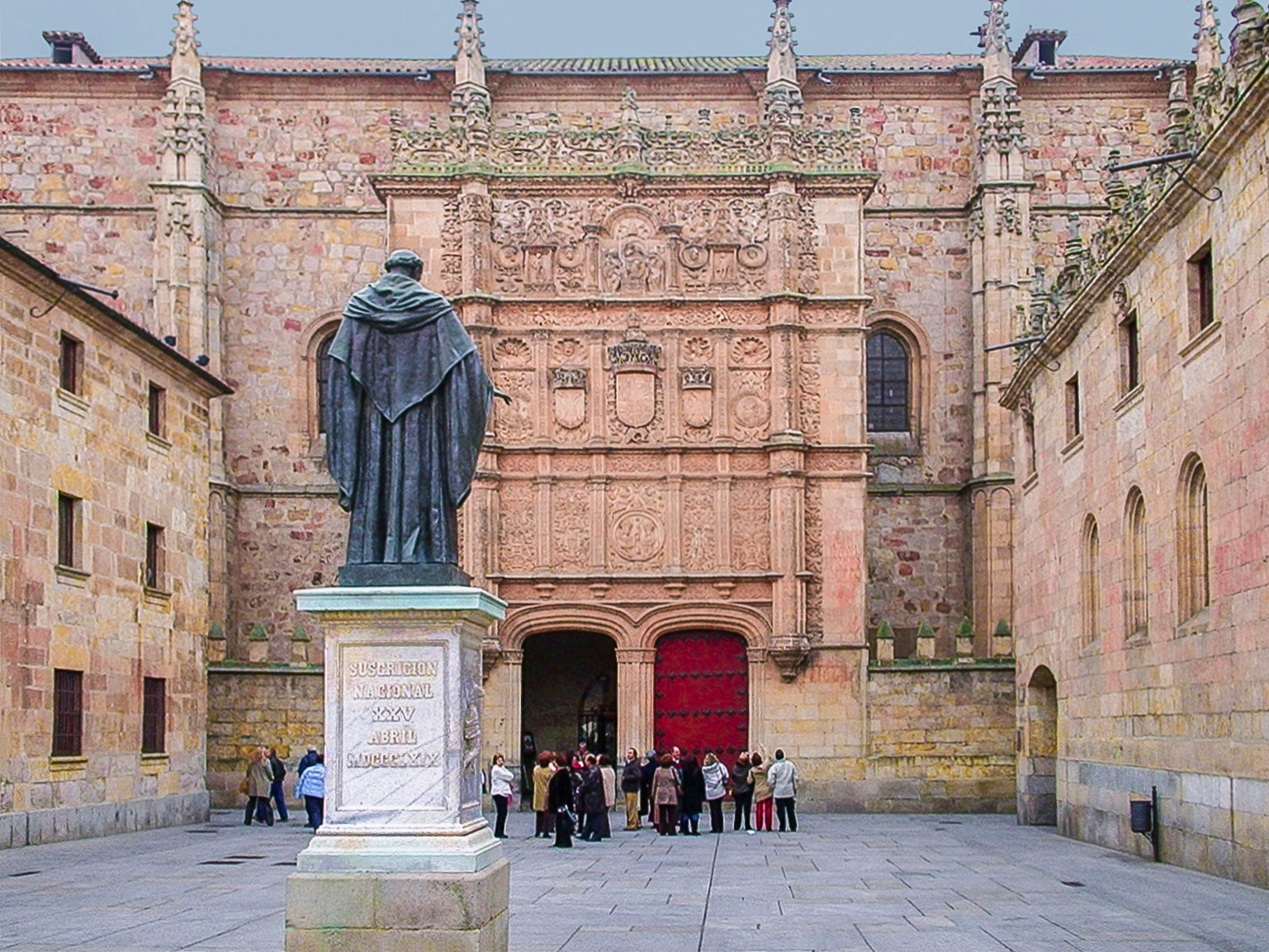
Facade của trường, đối diện là tượng Luis de León

Đại học Salamanca (tiếng Tây Ban Nha: Universidad de Salamanca, tiếng Latinh: Universitas Studii Salmanticensis) là một tổ chức giáo dục đại học của Tây Ban Nha, tọa lạc ở thành phố Salamanca, phía tây thủ đô Madrid, thuộc khu vực tự trị Castile và León. Trường được thành lập vào năm 1134 và được Vua Alfonso IX ban cho điều lệ hoàng gia vào năm 1218. Đây là trường đại học lâu đời nhất trong cộng đồng nói tiếng Tây Ban Nha và là trường đại học lâu đời thứ ba trên toàn thế giới vẫn còn hoạt động. Danh hiệu chính thức "Đại học" được Vua Alfonso X ban năm 1254 và được Giáo hoàng Alexanđê IV công nhận năm 1255.

## Lịch sử
Cũng giống như những trường đại học cổ kính khác, Đại học Salamanca khởi sự từ một trường dòng của nhà thờ Thiên chúa giáo.
Lúc Colombo đệ trình ý tưởng kêu gọi Nhà vua và Nữ hoàng Tây Ban Nha lập hợp đồng cho một chuyến hải hành về phía tây để hướng đến Ấn Độ, chính ông đã đưa vấn đề này ra xin ý kiến ở hội đồng các nhà địa lý học tại Đại học Salamanca.
Khi thời hoàng kim của Tây Ban Nha (khoảng 1492-1681) dần tàn tạ, chất lượng học thuật nói chung của các trường đại học Tây Ban Nha cũng suy vi. Tần suất cấp bằng giảm, phạm vi nghiên cứu thu hẹp và số lượng sinh viên của trường giảm mạnh. Uy tín hàng thế kỷ tại Âu châu của trường Salamanca cũng suy giảm.

## Ngày nay
Đại học Salamanca thu hút sinh viên đại học và sau đại học không chỉ ở Tây Ban Nha mà khắp nơi trên thế giới; đây là trường đại học được xếp hạng hàng đầu ở Tây Ban Nha dựa trên số lượng sinh viên đến từ các tỉnh thành khác. Trường có các khóa học tiếng Tây Ban Nha thu hút hơn hai nghìn sinh viên nước ngoài mỗi năm.
Ngày nay, Đại học Salamanca là một trung tâm nghiên cứu quan trọng của ngành nhân văn và có uy tín trong các lĩnh vực nghiên cứu ngôn ngữ, luật học và kinh tế học. Hoạt động nghiên cứu khoa học diễn ra tại trường và các cơ sở nghiên cứu trực thuộc, chẳng hạn như tại Trung tâm nghiên cứu ung thư, Viện khoa học thần kinh Castile và León, Trung tâm Laser xung Siêu ngăn Siêu mạnh.
Trường Salamanca cùng với Đại học Cambridge là đồng sáng lập của Hiệp hội Khảo thí Ngôn ngữ Châu Âu (ALTE) vào năm 1989.
Thư viện trường chứa khoảng 906.000 tài liệu.

## Nhân sự nổi bật

### Giảng viên nổi bật
- Miguel de Unamuno, nhà văn

### Môn sinh nổi bật
- Miguel de Cervantes, nhà văn
- Aristides Royo, Tổng thống Panama

Ngoài ra còn có nhiều nhân vật khác, như:
- Francisco de Vitoria
- Thánh Gioan Thánh Giá
- Gaspar Sanz
- Đức Hồng y Mazarin
- Pedro Calderón de la Barca
- Miguel de Unamuno
- Adolfo Suárez
- Manuel Bỉ